# Vicolo e piazza degli Adimari
Il vicolo e la piazza degli Adimari sono uno spazio urbano contiguo del centro storico di Firenze, situato senza sfondo in via dei Calzaiuoli, nell'isolato compreso tra piazza San Giovanni, via Roma e via dei Tosinghi. 

## Storia
La denominazione ricorda la famiglia Adimari, che qui ebbe numerosi possedimenti tanto che tutto questo tratto di via Calzaiuoli verso la zona del Duomo era detto "corso degli Adimari", con numerose torri, una loggia e la chiesa di San Cristoforo degli Adimari, annessa a uno "spedale" patronato degli stessi Adimari.
Proprio dalla chiesa, situata in questo vicolo e con il lato settentrionale sul modesto slargo chiuso che tuttavia la toponomastica ha voluto nobilitare con il nome di piazza, questi spazi urbani erano detti anche "di San Cristoforo" o di "San Cristofano". Per quanto il vicolo sia una delle poche testimonianze superstiti dell'antico centro medievale di Firenze in un'area profondamente trasformata dagli interventi urbanistici ottocenteschi, questo conserva ben poche testimonianze dell'antica storia e un'immagine oltremodo modesta e affatto 'pittoresca'.
In antico tuttavia la piazzetta era il centro di una serie di vicoli che si snodavano verso le strade vicine: verso nord il vicolo della Malvasìa portava a una celebre osteria, biforcandosi poi verso nord, dove sbucava il piazza San Giovanni all'altezza dell'Arco dei Pecori, o verso ovest, dove sbucava in via della Macciana, presso un'altrettanto famosa osteria omonima; verso sud il chiasso del Ferro che portava in via dei Cappellai (via Tosinghi) intersecandosi con un altro vicolo che portava a est, tra le due torri degli Adimari fino al loro Corso. 
Nella piazzetta ebbe inoltre una sua prima sede il magistrato dell'Onestà, che vigilava sulla prostituzione (e che venne poi trasferito presso la piazza dei Tre Re dove permane il vicolo detto appunto "dell'Onestà").
Nel 1546 affittò una casa nel vicolo il pittore Agnolo Bronzino, che qui visse fino alla morte nel 1572, venendo poi sepolto nella chiesa degli Adimari. Accanto alla sua abitazione aveva bottega lo spadaio Cristofano Allori, che era stato battezzato proprio in onore del santo titolare della vicina chiesa, e il cui figlio Alessandro divenne figlioccio ed allievo prediletto del Bronzino, ereditandone poi la bottega e anche il soprannome "Bronzino". nella casa del Bronzino si tenevano riunioni serali con importanti personaggi della cultura dell'epoca, come Benedetto Varchi, Luca Martini e Zanobi Lastricati.

## Descrizione

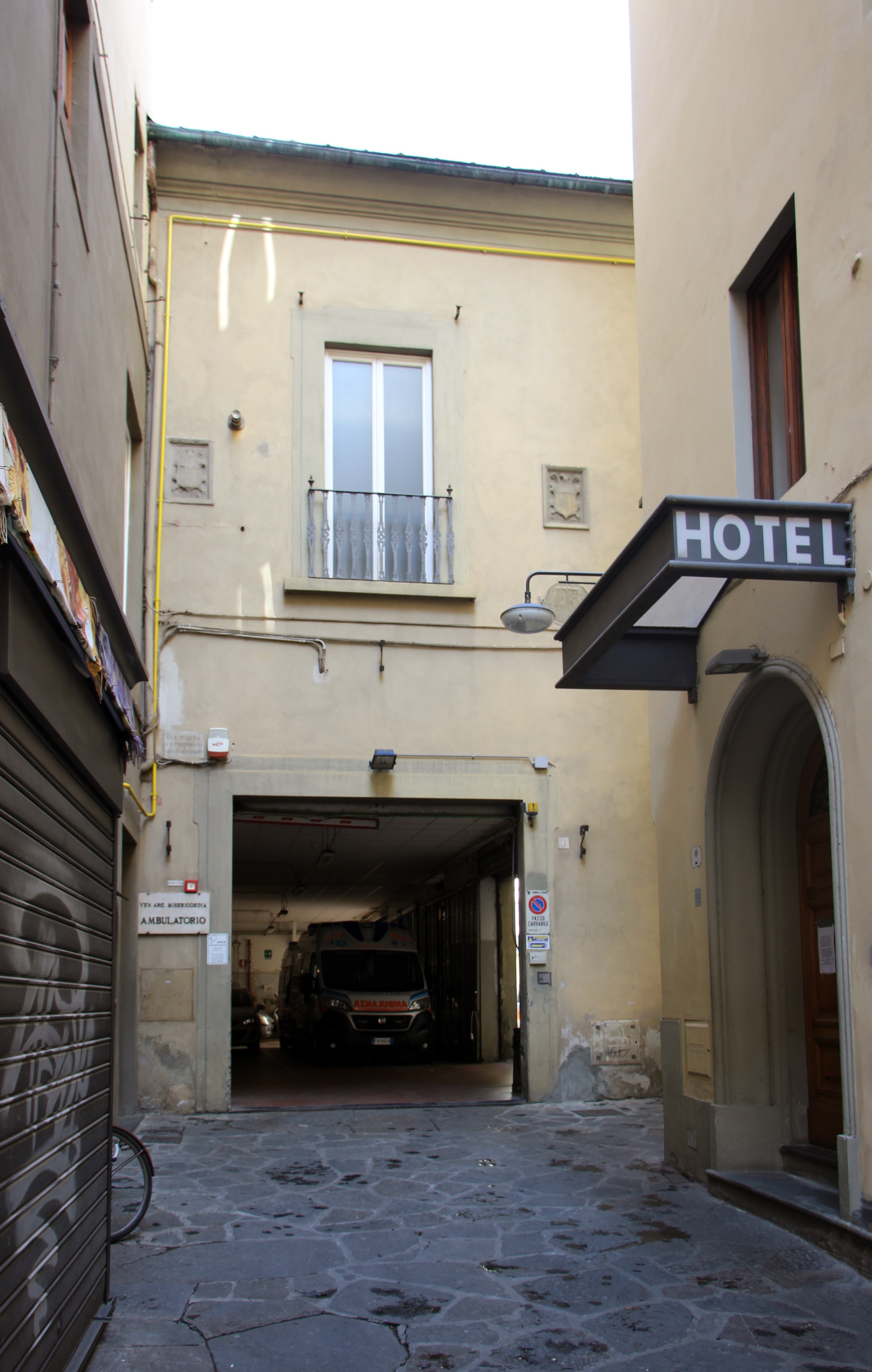
Ex-chiesa di San Cristoforo

Il vicolo si apre tra i resti di una torre degli Adimari e il casamento Pasqui (al n. 2), con fronte principale su via Calzaiuoli. Segue al n. 1 l'edificio degli ambulatori dell'Arciconfraternita della Misericordia e la rimessa del autoambulanze, che fu la chiesa di San Cristoforo degli Adimari. Più avanti, nella piazzetta, si trova il retro del palazzo del Bigallo, dove si vedono un pietrino a rotella con le insegne congiunte della Compagnia di Santa Maria del Bigallo e di Santa Maria della Misericordia, e su un finestrone e di lato a un ingresso, altri due scudi decisamente erosi, forse dello stesso tipo.

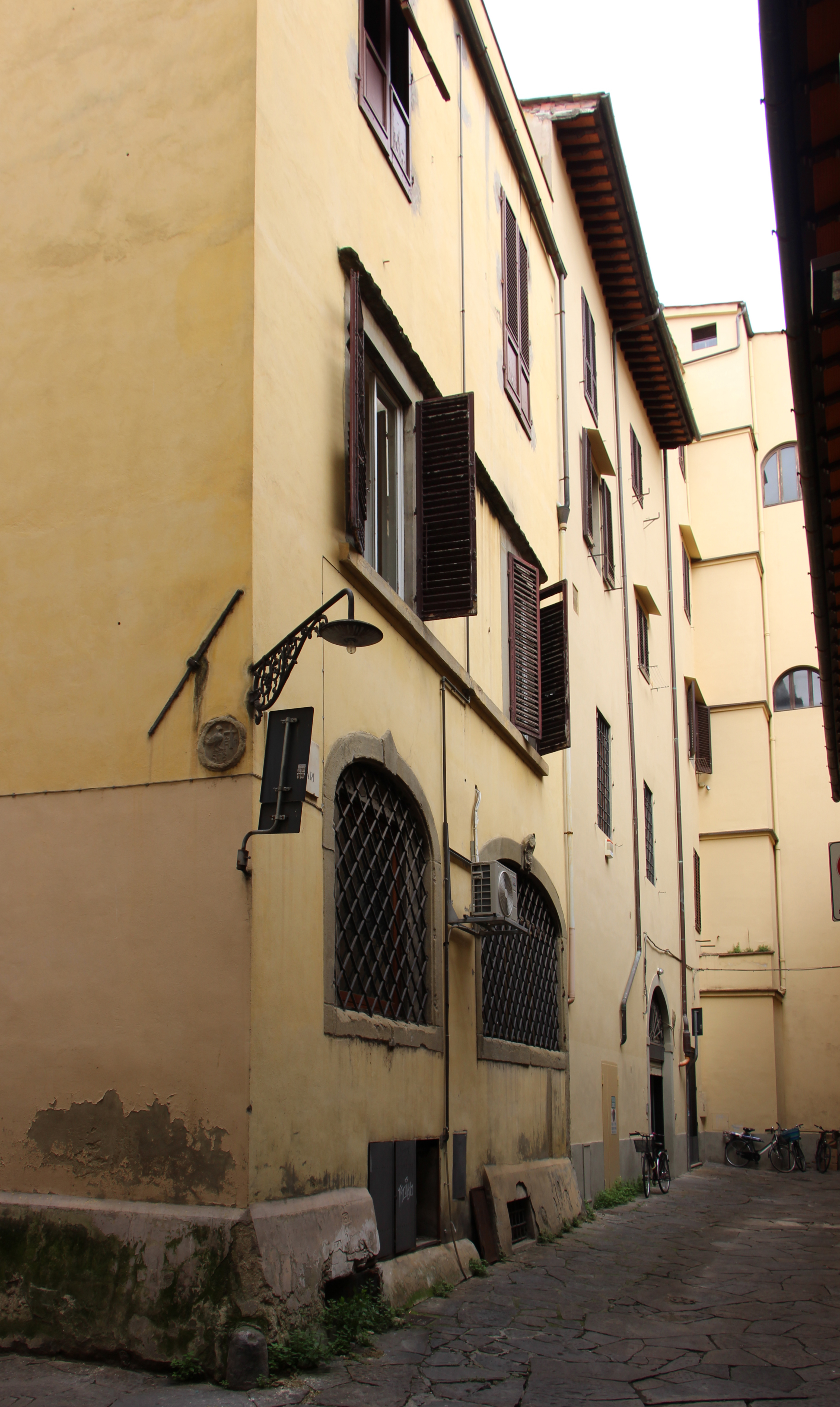
Veduta del vicolo
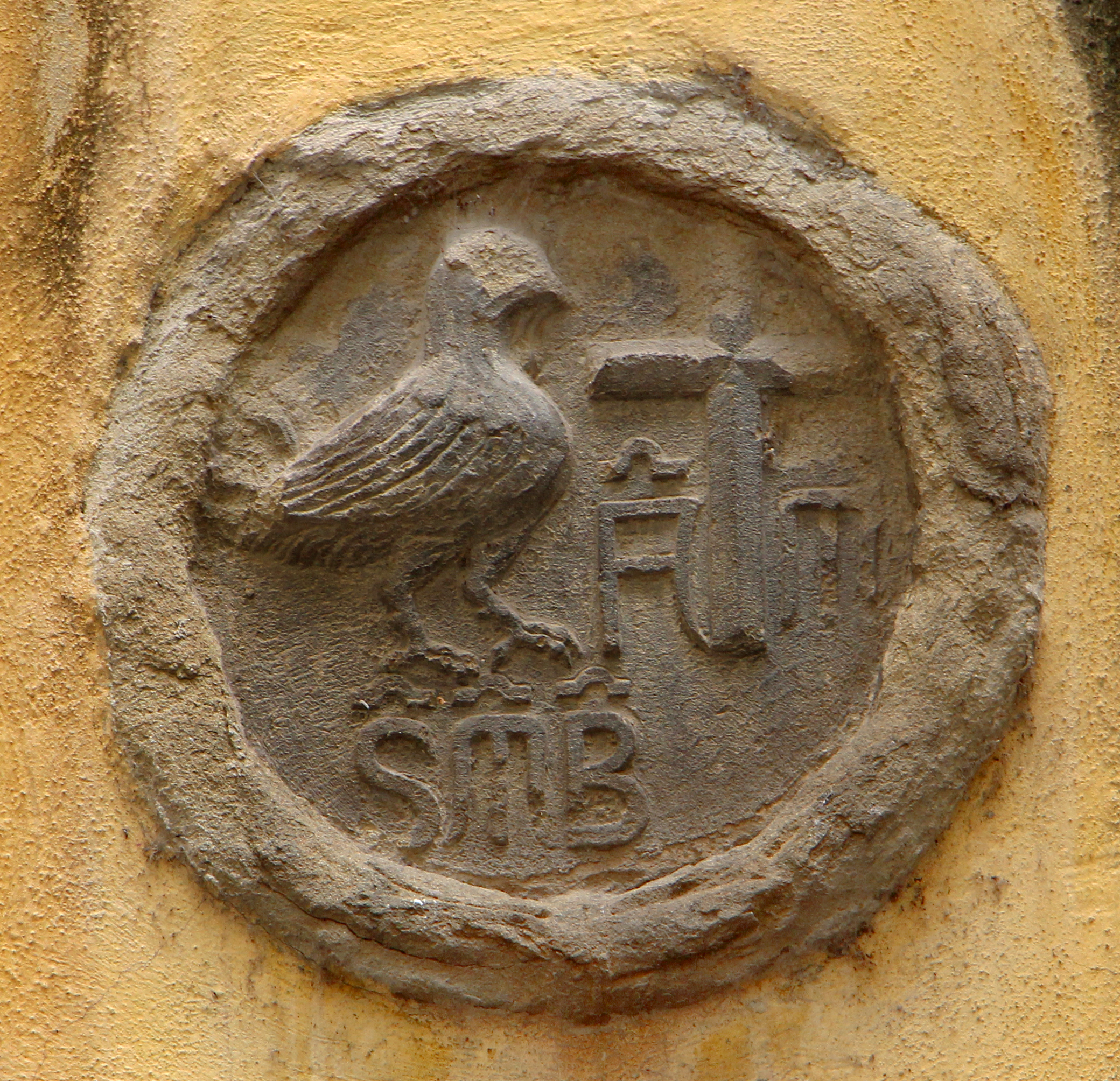
Pietrino della Misericordia e Bigallo
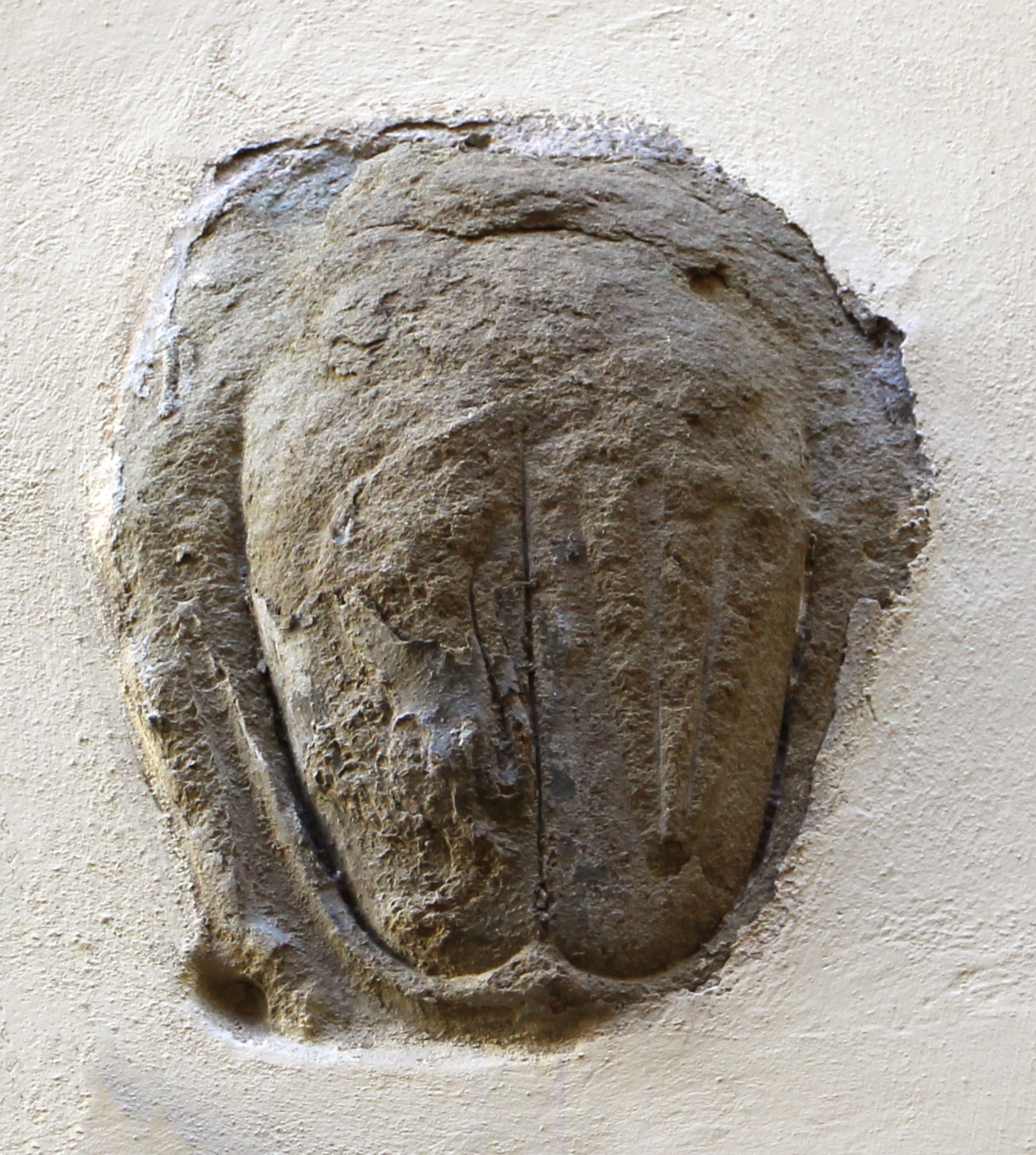
Stemma abraso della Misericordia
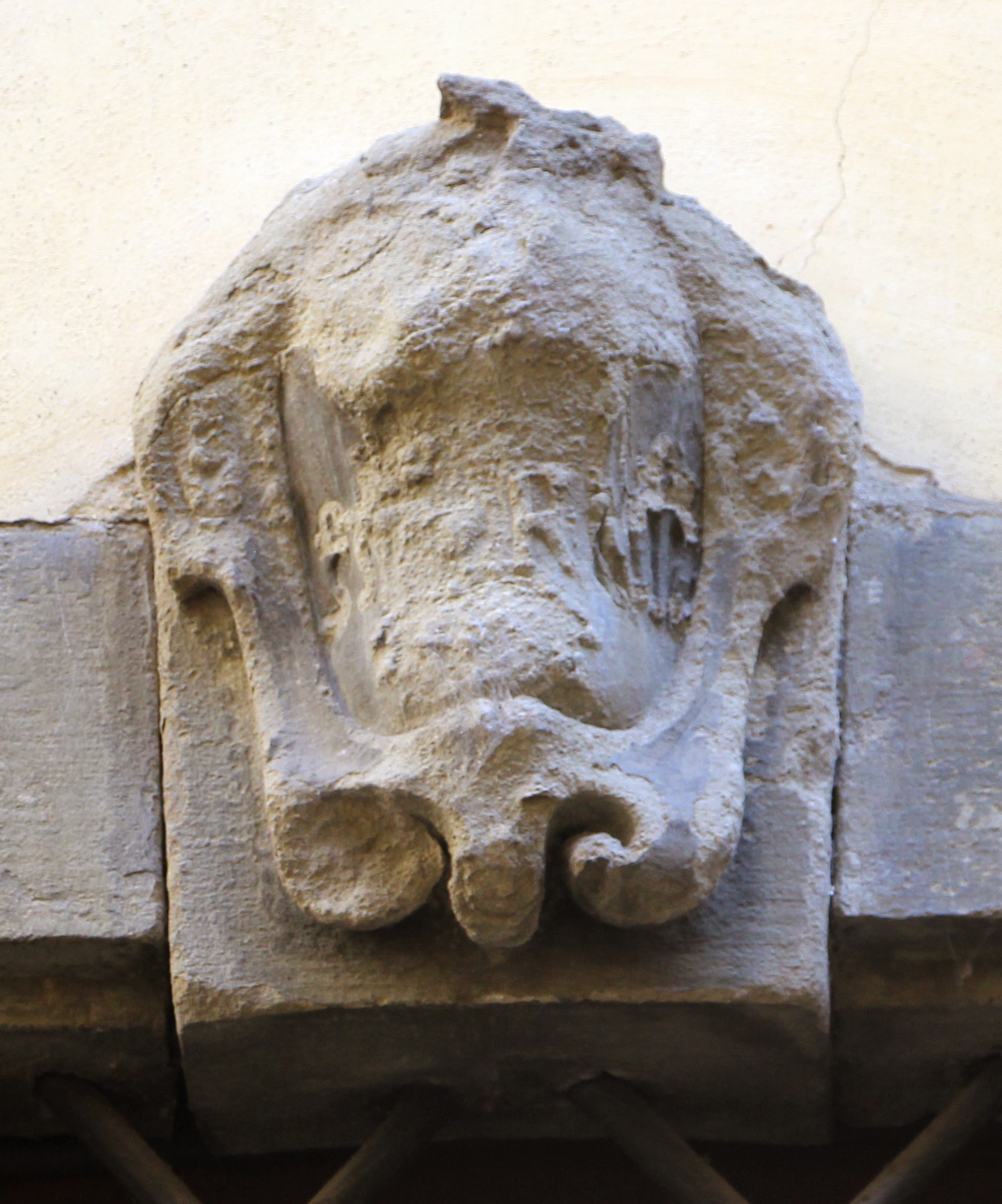
Stemma abraso su un finestrone, probabilmente della Misericordia e Bigallo

### Lapidi
Su quella che fu la facciata dii San Cristoforo una lapide ricorda il vecchio nome della piazza:
| GIÀ PIAZZA DI S. CRISTOFANO DEGLI ADIMARI |

Dentro al palazzo della Misericordia, sul pianerottolo delle scale, si vede una lapide che ricorda l'inaugurazione degli ambulatori:
| QUESTI LOCALI COSTRUITI DALL'ARCICONFRATERNITA DELLA MISERICORDIA PROVVEDITORE IL CONTE PAOLO GUICCIARDINI FURONO BENEDETTI E INAUGURATI IL XVIII OTTOBRE MCMXXXVIII |